# 慎德居

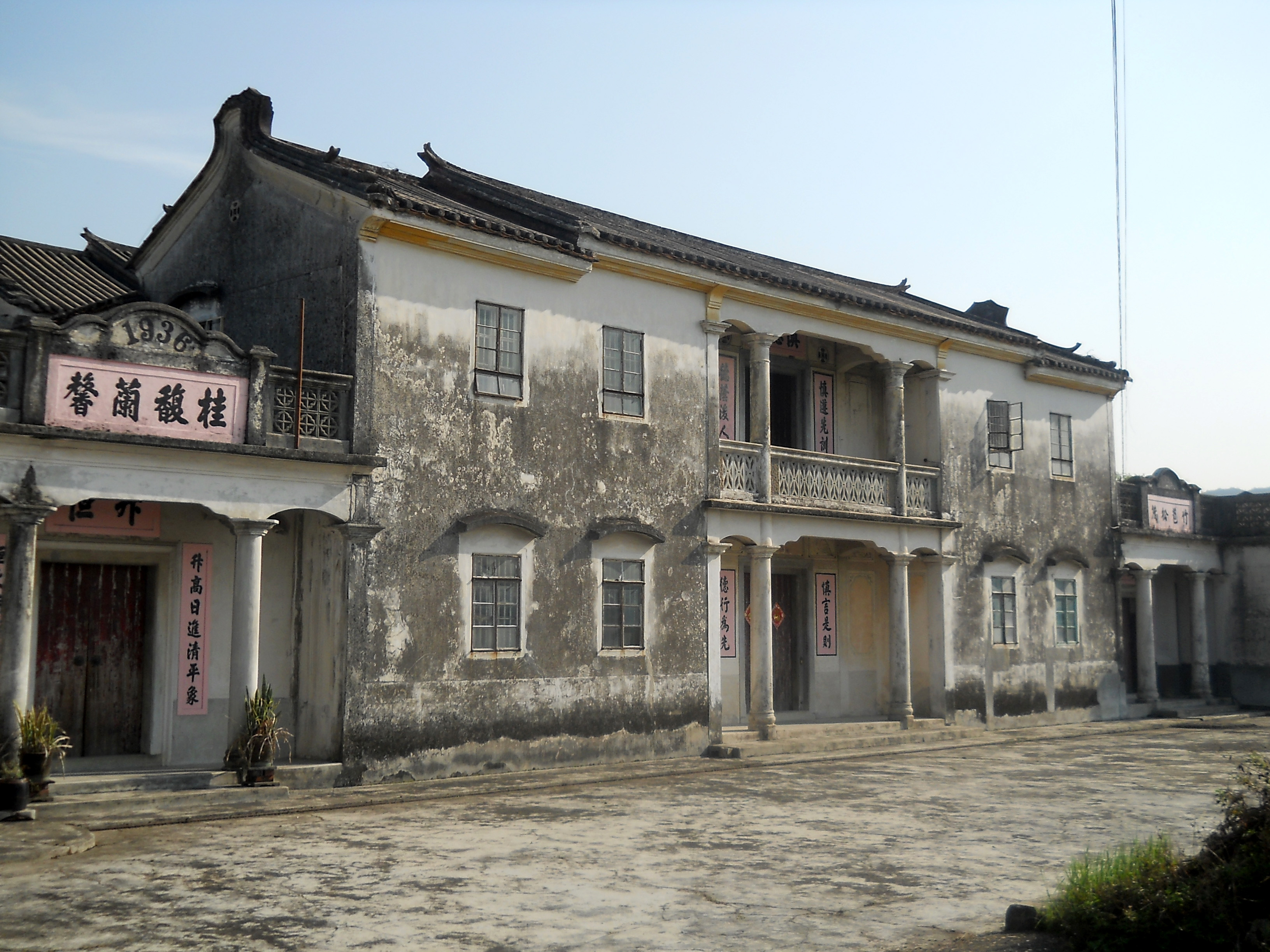
慎德居

慎德居俗稱大梁屋，座落於香港新界元朗區十八鄉崇正新村171號，是客籍印尼華僑梁幹臣建造的別墅。於2009年12月18日獲確定為一級歷史建築。

## 歷史及建築
梁幹臣原籍廣東梅縣西陽河北鄉大和里，於1930年購入的屋地，在1934年聘用蕉嶺縣47名泥水工匠，歷時兩年多，耗資2萬港元興建而成。慎德居樓高二層，佔地1,000多平方米，內有32個大型房間，外墻用石灰拌和水泥建成，大宅正面飾有雕花簷板和壁畫，大門的對聯「慎言是則；德行為先」，勉勵後人慎言和
培養高尚品德，慎德居是十八鄉唯一現存的墨西哥風格客家大屋。

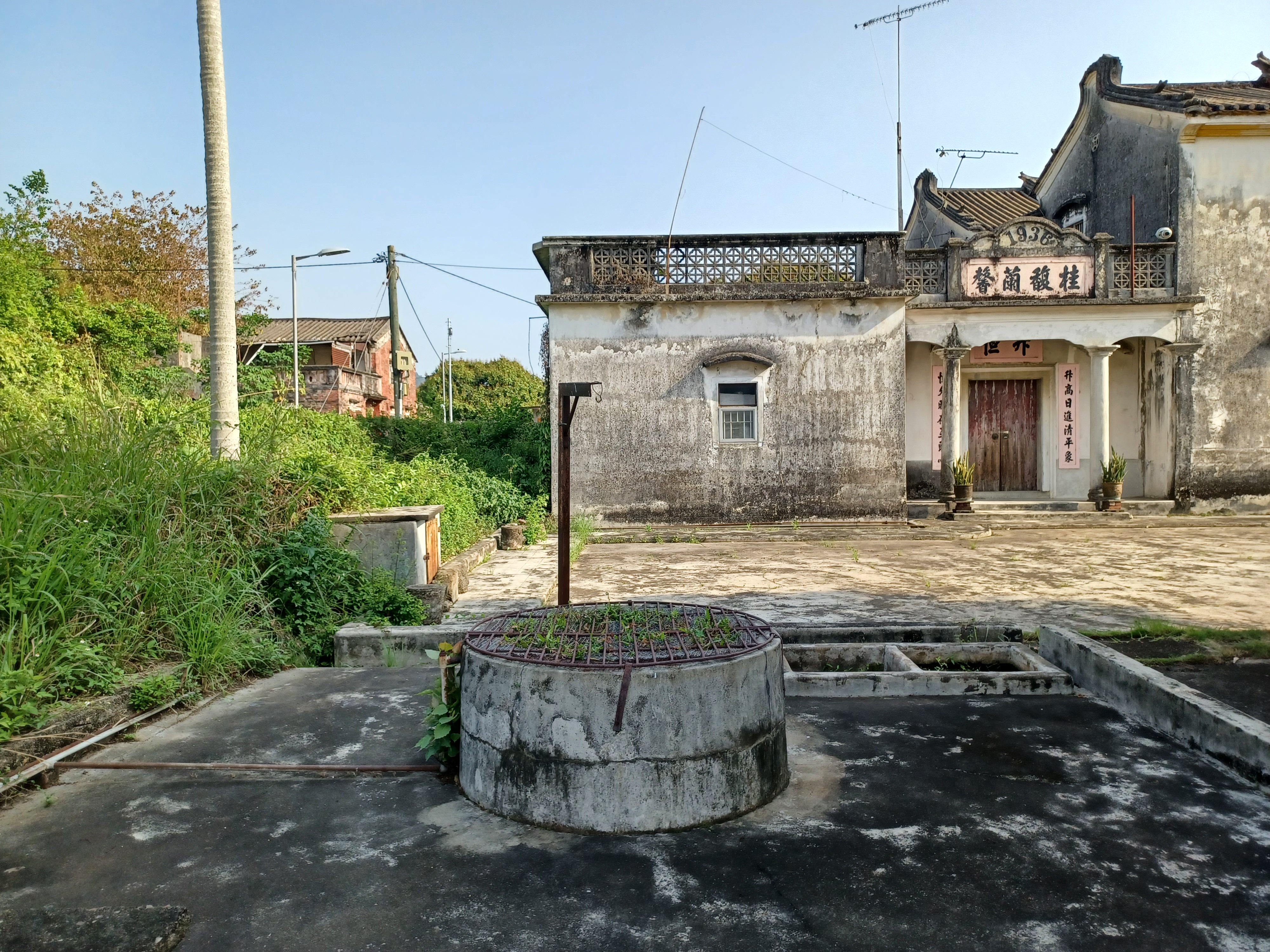
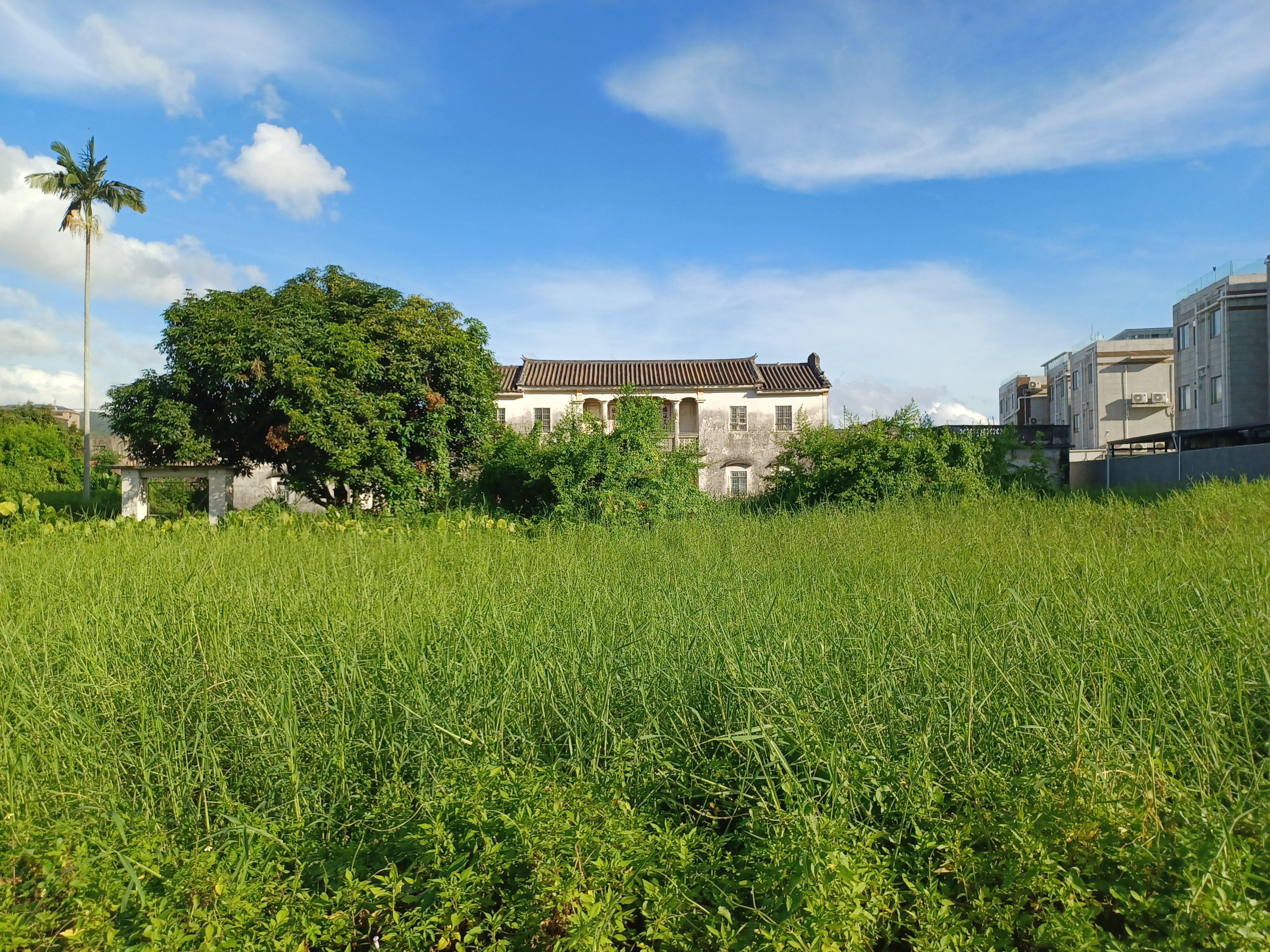
慎德居全景

## 用途
梁幹臣於1957年在慎德居辦學，提供教育予村民子弟，直至1960年附近的崇正公立學校落成才停辦。慎德居至今天仍是村民經常聚集的地點。

## 外部連結
- 慎德居記錄影片 （页面存档备份，存于）